# Post Rock
Der Post Rock (von englisch post ‚Pfahl, Pfosten, Pflock‘ und rock ‚Stein, Felsen‘) ist ein Kap an der Nordküste und nahe dem westlichen Ende von Südgeorgien. Es bildet die Westseite der Einfahrt zur Bucht Elsehul.
Wissenschaftler der britischen Discovery Investigations benannten es 1931 deskriptiv.